# Sumitu
Sumitu (kinesiska: 苏米图, 苏米图苏木) är en socken i Kina. Den ligger i den autonoma regionen Inre Mongoliet, i den norra delen av landet, omkring 360 kilometer sydväst om regionhuvudstaden Hohhot. Antalet invånare är 4381. Befolkningen består av 1 805 kvinnor och 2 576 män. Barn under 15 år utgör 9,0 %, vuxna 15-64 år 83 %, och äldre över 65 år 7,0 %.
Genomsnittlig årsnederbörd är 429 millimeter. Den regnigaste månaden är juli, med i genomsnitt 130 mm nederbörd, och den torraste är december, med 2 mm nederbörd.